# Championnats du Pakistan de cyclisme sur route
Les championnats du Pakistan de cyclisme sur route sont organisés tous les ans.

## Hommes

### Podiums de la course en ligne
| Année | Vainqueur      | Deuxième              | Troisième       |
| ----- | -------------- | --------------------- | --------------- |
| 2006  | Rashid Haroon  | Ali Asmat             | Abbas Ghulam    |
| 2007  | Ali Dilsher    | Imran Sharif          | Zaman Sher      |
| 2010  | Ali Wazir      | Ali Sabir             | Zahid Gulfam    |
| 2011  | Abdul Ahad     | Ali Sabir             | Muhammad Asif   |
| 2013  | Mohammad Sajid | Ali Niamat            | Abbas Ghulam    |
| 2014  | Nisar Ahmed    | Malik Muhammed Bashir | Muhammad Rizwan |
| 2016  | Zeeshan Ali    | Mohammad Sajid        | Ghulam Hussain  |
| 2017  | Ghulam Hussain | Ahmad Wazir           | Muhammad Rizman |
| 2019  | Abbas Ghulam   | Shah Wali             | Ali Ilyas       |
| 2023  | Mohsin Khan    | Syed Shah             | Aashir Aashir   |
| 2024  | Muhammad Bilal | Izzat Ullah           | Abdul Wahid     |
| 2025  | Ali Ilyas      | Umar Farooq           | Muhammad Shan   |

### Podiums du contre-la-montre
| Année | Vainqueur      | Deuxième       | Troisième    |
| ----- | -------------- | -------------- | ------------ |
| 2006  | Ali Asmat      | Abdul Ahad     | Ali Dilsher  |
| 2011  | Ali Sabir      | Rashid Haroon  | Mehmood Asad |
| 2014  | Ali Sabir      | Habib Ullah    | Ali Niamat   |
| 2016  | Arslan Anjum   | Mohsin Khan    | Najeeb Ullah |
| 2017  | Ali Niamat     | Habib Ullah    | Ali Ilyas    |
| 2018  | Najeeb Ullah   | Arslan Anjum   | Izzat Ullah  |
| 2019  | Ali Ilyas      | Arslan Anjum   | Mohsin Khan  |
| 2023  | Shah Wali      | Ali Ilyas      | Izzat Ullah  |
| 2024  | Muhammad Bilal | Abdul Wahid    | Ali Sabir    |
| 2025  | Ali Ilyas      | Muhammad Anwar | Umar Farooq  |

### Podiums du contre-la-montre par équipes
| Année | Vainqueur                                                      | Deuxième                                                                  | Troisième                               |
| ----- | -------------------------------------------------------------- | ------------------------------------------------------------------------- | --------------------------------------- |
| 2017  | Ali Niamat Habib Ullah Mohsin Khan Zeeshan Haider Rizmar Wazir | Ahmed Zameer Kifayatullah Jan Toor Abdul Razzaq Feroz Khan Mohammad Yasin | Irfan Shah Wali Ali Ilyas Salman Khalil |

## Femmes

### Podiums du contre-la-montre
| Année | Vainqueur    | Deuxième     | Troisième    |
| ----- | ------------ | ------------ | ------------ |
| 2018  | Sabiha Zahid | Rajia Shabir | Razia Younis |
| 2019  | Razia Younis | Naila Bano   | Kanza Malik  |